# ラウラ・クンズラー
ラウラ・クンズラー（Laura Künzler、1996年12月25日 - ）はスイスの女子バレーボール選手。スイス代表。

## 来歴

### クラブチーム
アメリカ合衆国のバークレー出身。父親の仕事の関係で生まれて3ヵ月でスイスへ移り、バレーボールを始めた。2013年、VBC Kanti Badenへ入団。2014/15シーズンからSm'Aesch Pfeffingenでプレーし、2015/16、2016/17シーズンは2年連続でスイス国内リーグで準優勝した。2017/18シーズンから2年間はドイツブンデスリーガのRote Raben Vilsbiburgでプレーした。2020/21シーズンはフランスリーグのPays d'Aix Venellesへ移籍し、リーグ7位となった。2021/22シーズンはドイツのVCヴィースバーデンと契約し、ブンデスリーガではベストアウトサイドヒッター賞を受賞した。2022/23シーズンはアリアンツ MTV シュトゥットガルトへ移籍し、ブンデスリーガで優勝、欧州チャンピオンズリーグに出場した。2023/24シーズンはトルコリーグのニルフェルベレディイェスポルでプレーすることが発表された。

### 代表チーム
2014年、スイス代表に初選出され、同年の世界選手権欧州大陸予選でデビュー。2017年からは代表チームで主将を務め、モントルーバレーマスターズに出場した。2019年、欧州選手権に出場した。2021年、欧州選手権に出場した。

## 球歴
- 欧州選手権 - 2019年、2021年、2023年

## 受賞歴
- 2017年 - 2016/17スイスリーグ ベストサーバー賞
- 2022年 - 2021/22ドイツブンデスリーガ ベストアウトサイドヒッター賞

## 所属クラブ
- VBC Kanti Baden（2013-2014年）
- Sm'Aesch Pfeffingen（2014-2017年）
- Rote Raben Vilsbiburg（2017-2019年）
- Volley Mulhouse Alsace（2019-2020年）
- Pays d'Aix Venelles（2020-2021年）
- VCヴィースバーデン（2021-2022年）
- アリアンツ MTV シュトゥットガルト（2022-2023年）
- ニルフェル・ベレディイェスポル（2023-2024年）
- FVブスト・アルシーツィオ（2024-）